# Vriesea vidalii
Vriesea vidalii là một loài thuộc chi Vriesea. Đây là loài đặc hữu của Brasil.